# Italica (navire océanographique)
Italica était un navire de charge et navire océanographique utilisé pour le soutien logistique aux explorations antarctiques italiennes.

## Histoire
Établi en 1980 dans les ports du chantier naval de Vyborg en Union soviétique, et achevé en 1981 sur la base du projet 1590P (23e d'une série de 27 unités de la classe Pioner Moskvy), il entra en service en 1983 avec le nom de Jugo Navigator pour la compagnie de navigation chypriote Third World Shipping Co., battant initialement le drapeau du Liberia et avec un port d’immatriculation à Monrovia, loué par la compagnie navigation Beogradska Plovidba (mieux connue simplement sous le nom de Beoplov).
Par la suite, en changeant légèrement de nom en Jugonavigator, il bat le drapeau yougoslave et étant enregistré dans le port de Belgrade.
Acquis par leDiamar de Pouzzoles le 31 mai 1990, lors du transfert de propriété, le navire changea de nom, initialement en Zuil , pour prendre ensuite le nom définitif d’ Italica en juillet de la même année. Envoyé au chantier naval pour être adapté aux missions polaires pour le compte de Geolab  en collaboration avec le Conseil national de la recherche, son étrave a été renforcé avec l’adoption d’un brise-glace, l’installation d'un propulseur d'étrave, l'élargissement du rouf à l'arrière pour un emplacement de pont d'hélicoptère, de nouveaux logements et des laboratoires scientifiques.
Il a donc été utilisé à la fois pour les campagnes océanographiques en mer de Ross et pour le soutien logistique depuis l'aéroport de Lyttelton en Nouvelle-Zélande, transportant des véhicules, des marchandises, du carburant et du personnel arrivant à l'aéroport international de Christchurch, au profit de la Base antarctique Mario Zucchelli et de la Base antarctique Concordia italo-française déjà pour la mission de l'été austral de 1990 -1991, la sixième des explorations polaires italiennes commencée en 1985.
Au cours des dernières années, le navire s'était s’est doté d’un système de navigation par satellite appelé MyWay, mis au point par l'ENEA et optimisé pour lui permettre d’éviter une glace plus épaisse.
Le 3 avril 2017, il a conclu son activité polaire, prenant ensuite le nom d' Alica et changeant son drapeau pour celui des Palaos pour être ensuite vendu pour démolition à Alang, en Inde.

### Note et référence
1. ↑  ARGO S.R.L.

- (it) Cet article est partiellement ou en totalité issu de l’article de Wikipédia en italien intitulé « Italica (nave) » (voir la liste des auteurs).